# Certeju de Sus
Certeju de Sus (veraltet Cierteș; ungarisch Felsőcsertés) ist eine Gemeinde im Kreis Hunedoara in der Region Siebenbürgen in Rumänien.
Der Ort ist auch unter den ungarischen Bezeichnungen Csertés und Csertésköz bekannt.

## Geographische Lage

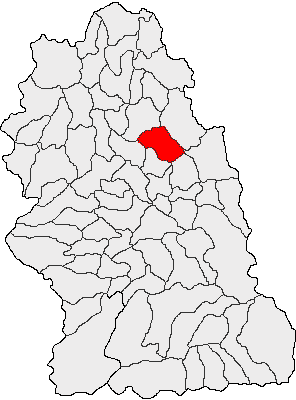
Lage der Gemeinde Certeju de Sus im Kreis Hunedoara

Die Gemeinde Certeju de Sus liegt in den Südausläufern des Siebenbürgischen Erzgebirges (Munții Metaliferi) westlich vom Siebenbürgischen Becken (Podișul Transilvaniei). Am Oberlauf des Certej – ein rechter Nebenfluss des Mureș – und der Kreisstraße (drum județean) DJ 761 gelegen, befindet sich der Ort etwa 14 Kilometer nordöstlich von der Kreishauptstadt Deva (Diemrich) entfernt. Die rumänische A1 soll (wenn fertig) etwa neun Kilometer (Luftlinie) südlich von Certeju de Sus verlaufen.

## Geschichte
Certeju de Sus wurde erstmals 1727 urkundlich erwähnt. Die Geschichte der Besiedlung der Region reicht jedoch weit mehr zurück. Auf dem Gebiet des Ortes wurden Funde einer Siedlung, welche (nach unterschiedlichen Angaben) in die Jungsteinzeit (M. Roska) oder in die Frühbronzezeit (H. Schroller) deuten, gemacht.
Auf dem Gebiet des eingemeindeten Dorfes Săcărâmb (Groß-Astdorf) werden Anfang des 19. Jahrhunderts ein Goldbergwerk, ein Silber-, ein Arsenik- und ein Antimoniumwerk vermerkt.
Nachdem die Dorfbevölkerung von Voia der Gemeinde Balșa sich dem Bau der Aufbereitungsanlage des Goldförderungsunternehmens Deva Gold widersetzten (2008), befürworteten der Bürgermeister und die Dorfbewohner von Certeju de Sus den Bau der Aufbereitungsanlage.
Auf dem Gebiet der Gemeinde befinden sich mehrere Silber- und Goldbergwerke. Die kanadische Firma Eldorado Gold, welche 80 % der Aktienanteile von Deva Gold besitzt (Stand 2012), will in Certej 270 Millionen US-Dollar investieren und ab 2015 durchschnittlich über vier Tonnen Gold und 20,5 Tonnen Silber pro Jahr, fördern. Nachdem der Investor verlangt hatte, dass 56 Hektar Wald gerodet werden solle, gelang es 2019 den Umweltschützern das Projekt zu stoppen.
1971 starben beim Certej-Dammbruch 89 Menschen.

## Bevölkerung
Die Bevölkerung der Gemeinde entwickelte sich wie folgt:
| 1850 | 7.066 | 5.109 | 223 | 1512 | 222 |
| 1900 | 5.782 | 4.850 | 520 | 354  | 58  |
| 1941 | 4.802 | 4.510 | 64  | 195  | 33  |
| 1992 | 3.902 | 3.808 | 52  | 15   | 27  |
| 2011 | 3.126 | 2.990 | 18  | 5    | 113 |
| 2021 | 2.870 | 2.636 | 12  | -    | 222 |

Seit der offiziellen Erhebung von 1850 wurde auf dem Gebiet der heutigen Gemeinde die höchste Einwohnerzahl – und gleichzeitig die der Rumänen, der Siebenbürger Sachsen (1276 davon in Săcărâmb [Groß-Astdorf]) und die der Roma (219) – 1850 ermittelt. Die höchste Bevölkerungszahl der Magyaren wurde 1900 registriert. Des Weiteren wurden Slowaken (höchste Einwohnerzahl 50 im Jahr 1910), Serben (je einer 1910 und 1992; zwei im Jahr 1966) und 1956 wurde ein Ukrainer registriert. 2002 wurden in der Gemeinde Certeju de Sus 3.456 Menschen registriert. 3.396 davon waren Rumänen, 34 waren Magyaren, 15 waren Roma, zehn Rumäniendeutsche und einer bekannte sich als Kroate. Bei der Volkszählung 2011, wurden in 1.598 Haushalten der Gemeinde, 3.126 Menschen gezählt.
Die Hauptbeschäftigung der Bevölkerung ist die Forstwirtschaft und der Bergbau.

## Sehenswürdigkeiten
- Auf dem Gebiet der Gemeinde sind keine nennenswerte Sehenswürdigkeiten zu erwähnen.